# Wild Wood
Wild Wood è il secondo album di Paul Weller pubblicato nel 1993. Wild Wood (Deluxe Edition) è una riedizione pubblicata nell'ottobre del 2007.

## Tracce
1. Sunflower – 4:06 (Paul Weller)
2. Can You Heal Us (Holy Man) – 3:41 (Weller)
3. Wild Wood – 3:22 (Weller)
4. Instrumental (Pt 1) – 1:37 (Weller, Brendan Lynch, Steve White)
5. All the Pictures on the Wall – 3:56 (Weller)
6. Has My Fire Really Gone Out? – 3:50 (Weller)
7. Country – 3:39 (Weller)
8. Instrumental Two – 0:50 (Weller, Lynch, White)
9. 5th Season – 4:54 (Weller)
10. The Weaver – 3:43 (Weller)
11. Instrumental One (Pt 2) – 0:34 (Weller, Lynch, White)
12. Foot of the Mountain – 3:37 (Weller)
13. Shadow of the Sun – 7:36 (Weller)
14. Holy Man (reprise) – 1:50 (Weller)
15. Moon on Your Pyjamas – 4:00 (Weller)
16. Hung Up – 2:49 (Weller)

Deluxe Edition bonus track box set
1. Wild Wood (Sheared Wood (Mix/ Remix) / Paul Weller VS Portishead) – 3:28
2. Magic Bus (Contains Medley of Bull Rush) – 5:29
3. End Of The Earth – 2:24
4. This Is No Time (Royal Albert Hall Live Version) – 6:02
5. Another New Day – 3:19
6. The Loved – 3:00

Deluxe Edition box set bonus disc
1. Sunflower (Demo) – 4:13
2. Wildwood (Demo) – 4:02
3. All The Pictures On The Wall (Demo) – 4:49
4. Country (Demo) – 3:32
5. 5th Season (Demo) – 5:57
6. The Weaver (Demo) – 4:15
7. Shadow Of The Sun (Demo) – 5:30
8. Moon On Your Pyjamas (Demo) – 3:45
9. Ends Of The Earth (Demo) – 2:56
10. Love Of The Loved (Demo) – 4:41
11. Price To Pay (Demo) – 3:36
12. Changes (Demo) – 2:50
13. I'm Only Dreaming (Previously Unreleased) – 2:54
14. Ohio (Demo) – 3:34
15. Oh Happy Day (Previously Unreleased) – 3:28
16. Greetings (Previously Unreleased) – 3:32
17. Wild Wood (Demo) – 3:34
18. Weaver Of Dreams (Demo Version 2) – 3:27
19. Foot Of The Mountain (Exclusive BBC Recording) – 3:35
20. Hung Up (Exclusive BBC Recording) – 2:57
21. Black Sheep Boy (Exclusive BBC Recording) – 2:10